# Tommy James
Tommy James, geboren als Thomas Gregory Jackson (Dayton, 29 april 1947) is een Amerikaans poprock-musicus en platenproducent.
In de jaren zestig voerde hij de rockgroep Tommy James and the Shondells aan. Met deze band behaalde hij grote hits met onder meer Hanky panky, Crimson and clover en Crystal blue persuation. Daarna ging hij solo verder, maar behield zijn artiestennaam Tommy James. Zijn grootste solohit behaalde hij in 1971 met Draggin' the line.

## Discografie

### Singles
| Jaar | nummer                         | Billboard Hot 100 |
| ---- | ------------------------------ | ----------------- |
| 1970 | Ball and chain                 | 57                |
| 1970 | Church street soul revival     | 62                |
| 1971 | Adrienne                       | 93                |
| 1971 | Draggin' the line              | 4                 |
| 1971 | I'm comin' home                | 40                |
| 1971 | Nothing to hide                | 41                |
| 1972 | Tell 'em willie boy's a'comin' | 89                |
| 1972 | Cat's eye in the window        | 90                |
| 1972 | Love song                      | 67                |
| 1972 | Celebration                    | 95                |
| 1973 | Boo, boo, don't'cha be blue    | 70                |
| 1973 | Calico                         | -                 |
| 1974 | Glory, glory                   | -                 |
| 1976 | Tighter, tighter               | -                 |
| 1976 | I love you love me love        | -                 |
| 1977 | Love is gonna find a way       | -                 |
| 1979 | Three times in love            | 19                |
| 1980 | You got me                     | 101               |
| 1981 | You're so easy to love         | 58                |
| 1983 | Say please                     | -                 |
| 2006 | Love words                     | -                 |

### Albums
- 1970: Tommy James
- 1971: Christian of the world
- 1971:  My head, my bed, and my red guitar
- 1976: In touch
- 1977: Midnight rider
- 1979: Three times in love
- 1990: Hi-fi
- 1991: The solo years (1970-81)
- 1994: Discography deals and demos 74-92
- 2006: Hold the fire
- 2012: I love Christmas

- Bibliothèque nationale de France: cb13895566b (data)
- Gemeinsame Normdatei: 135444861
- International Standard Name Identifier: 0000 0000 7839 7037
- Library of Congress Control Number: n94008382
- MusicBrainz: a159ba9e-8be9-4d42-9796-efa37b48cb8a
- Nationale Bibliotheek van Tsjechië: mzk2005269605
- Système universitaire de documentation: 187779007
- Virtual International Authority File: 84604459
- WorldCat: E39PBJjtbQy6cJ97RMP6fRVXBP